# اوتاگاما
اوتاگاما (به لاتین: Otagama) یک منطقهٔ مسکونی در سری‌لانکا است که در استان مرکزی (سری‌لانکا) واقع شده‌است.